# Гольф на летних Олимпийских играх 2016
Соревнования по гольфу на летних Олимпийских играх 2016 проходили с 11 по 14 августа у мужчин и с 17 по 20 у женщин. Спортсменами были разыграны два комплекта медалей. И у мужчин, и у женщин в олимпийском турнире выступали по 60 участников. Соревнования проходили в районе Барра-да-Тижука.
9 октября 2009 года на 121-й сессии МОК было принято решение включить гольф в программу Игр 2016 и 2020 годов. До этого последний раз соревнования по гольфу в рамках Олимпийских игр проходили в 1904 году.
Соревнования гольфистов проходили на 18-луночном поле, со счётом 72 пар (каждый участник должен был пройти все 18 лунок по 4 раза).

## Медали

### Общий зачёт
(Жирным выделено самое большое количество медалей в своей категории; принимающая страна также выделена)
| Общее количество медалей |                  |        |         |        |       |
| Место                    | Страна           | Золото | Серебро | Бронза | Всего |
| 1                        | Великобритания   | 1      | 0       | 0      | 1     |
| 1                        | Республика Корея | 1      | 0       | 0      | 1     |
| 3                        | Новая Зеландия   | 0      | 1       | 0      | 1     |
| 3                        | Швеция           | 0      | 1       | 0      | 1     |
| 5                        | Китай            | 0      | 0       | 1      | 1     |
| 5                        | США              | 0      | 0       | 1      | 1     |
| Всего                    | Всего            | 2      | 2       | 2      | 6     |

### Медалисты
| Дисциплина | Золото                      | Серебро                 | Бронза             |
| Мужчины    | Джастин Роуз Великобритания | Хенрик Стенсон Швеция   | Мэтт Кухар США     |
| Женщины    | Инби Пак Республика Корея   | Лидия Ко Новая Зеландия | Фэн Шаньшань Китай |

## Место проведения
| Ресерва де Марапенди |
| -------------------- |
|                      |
| Поле для гольфа      |